# Municipio de Sherman (Arkansas)
El municipio de Sherman (en inglés: Sherman Township) es un municipio ubicado en el condado de Johnson en el estado estadounidense de Arkansas. En el año 2010 tenía una población de 356 habitantes y una densidad poblacional de 2,96 personas por km².

## Geografía
El municipio de Sherman se encuentra ubicado en las coordenadas 35°40′34″N 93°25′31″O / 35.67611, -93.42528. Según la Oficina del Censo de los Estados Unidos, el municipio tiene una superficie total de 120.15 km², de la cual 120,03 km² corresponden a tierra firme y (0,1 %) 0,12 km² es agua.

## Demografía
Según el censo de 2010, había 356 personas residiendo en el municipio de Sherman. La densidad de población era de 2,96 hab./km². De los 356 habitantes, el municipio de Sherman estaba compuesto por el 93,82 % blancos, el 0,84 % eran amerindios, el 0,56 % eran asiáticos, el 0,56 % eran isleños del Pacífico, el 1,69 % eran de otras razas y el 2,53 % eran de una mezcla de razas. Del total de la población el 2,53 % eran hispanos o latinos de cualquier raza.